# 解峪乡
解峪乡，是中华人民共和国山西省运城市垣曲县下辖的一个乡镇级行政单位。

## 行政区划
解峪乡下辖以下地区：
解村、南丁村、郭家村、乐尧村、差沟村、楼瓦沟村、槐坪村、原中村、陡坡村和关沟村。